# Jayayakshya Malla
Jayayakshya Malla (adesea numit Yaksha Malla pe scurt) a fost un rege al dinastiei Malla din Nepal, care a domnit aproximativ în perioada 1428 - 1482. El a extins granițele Nepalului și a dezvoltat infrastructura. El și-a împărțit țara între fiii săi, încheind efectiv posibilitatea unui Nepal unificat pentru o perioadă de timp. Diviziunile majore au fost: 
- 1. Khowpa: Bhaktapur de azi
- 2. Yein: Kathmandu de azi
- 3. Yala: Patan de azi
- 4. Kipli: Kirtipur de azi
- 5. Dhunkhya: Dhulikhel de azi
- 6. Bhota: Banepa de azi
- 7. Thee: Thimi de azi
- 8. Bhimphedi
- 9. Bandipur
- 10. Dolakha
- 11. Panauti
- 12. Palpa
- 13. Bhojpur
- 14. Chitlang.

## Lucrări de construcție
El a înconjurat orașul Khowpa Bhaktapur cu gropi și ziduri de apărare străpunse de porți de apărare și a ordonat construirea Palatului celor Cincizeci și cinci de ferestre (Palatul Regal din Bhaktapur). Palatul va fi ulterior remodelat de Bhupatindra Malla în secolul al XVII-lea.
El a construit Templul Pashupatinath, o replică a templului de lângă râul Bagmati din Yein Kathmandu și Siddha Pokhari, un mare rezervor dreptunghiular de apă situat lângă poarta principală a orașului Khowpa Bhaktapur. El este, de asemenea, creditat ca fiind fondatorul Templului Yaksheswar care se află acum în complexul palatului.

## Cuceriri și tratate
La începutul domniei sale, a atacat spre sud în Mithila, în statul Bihar și până în Bengal. El a consolidat controlul asupra rutei comerciale către Tibet și a capturat cetatea tibetană din Shelkar Dzong.
După moartea sa, în 1482, a fost urmat la tron în Bhaktapur de fiul său, Raya Malla, iar în Kantipur de fiul său, Ratna Malla.